# Virgichneumon texanus
Virgichneumon texanus är en stekelart som först beskrevs av Cresson 1877.  Virgichneumon texanus ingår i släktet Virgichneumon och familjen brokparasitsteklar. Inga underarter finns listade i Catalogue of Life.